# Dustin Nguyen

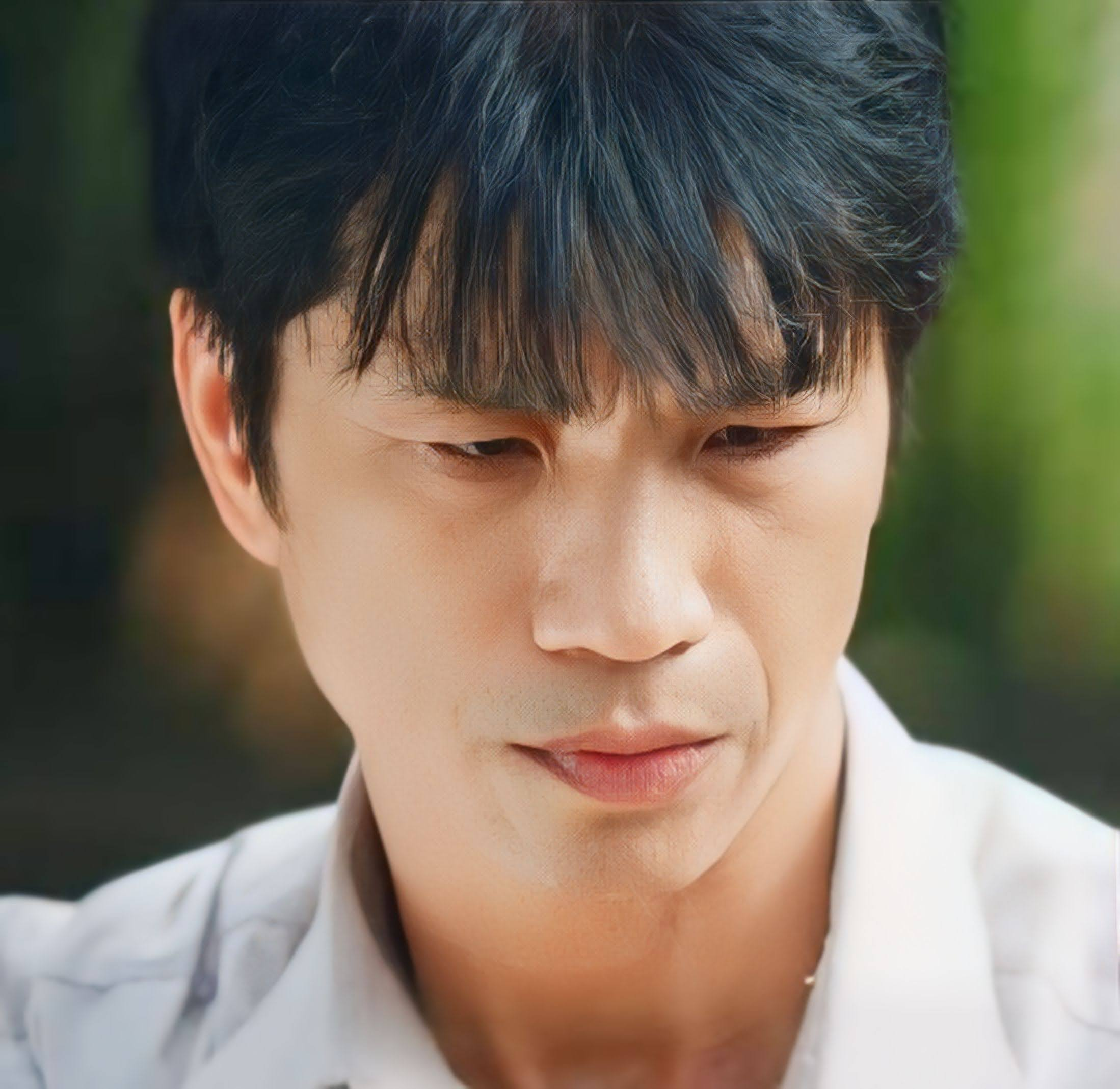
Dustin Nguyen

Dustin Nguyen född Nguyen Xuan Tri 17 september 1962 i Saigon (nuvarande Ho Chi Minh-staden), är en amerikansk-vietnamesisk skådespelare.
Nguyen är framför allt känd för att ha spelat Harry Truman Ioki i 21 Jump Street och Johnny Loh i VIP. Han medverkade även i serien Warrior.